# Степанов, Владимир Владимирович
Владимир Владимирович Степанов (20 мая 1959 год, Таджикская ССР — 30 января 2019, Донецк, Ростовская область) — российский спортсмен, Мастер спорта СССР по дзюдо (1978), тренер по дзюдо и самбо, спортивный судья Республиканской категории, серебряный и бронзовый призер Первенства СССР (1978, 1980), член сборной ЦС Динамо и СССР, кандидат в олимпийскую сборную (1980), бронзовый призер второго официального первенства Европы среди мастеров (2005), серебряный и бронзовый призер Чемпионата России и стран СНГ среди ветеранов (2004, 2005), победитель в конкурсе «Педагог года» (2010). Старший тренер-преподаватель отделения дзюдо ДЮСШ № 2 г. Донецка Ростовской области.

## Биография
Родился 20 мая 1959 года в Таджикской ССР. Владимир Степанов в 1981 году окончил Таджикский институт физической культуры им. М. И. Калинина (преподаватель-тренер по борьбе). С 1978 по 1992 год — старший тренер-преподаватель по дзюдо в Республиканском совете «Динамо» Таджикской ССР. В 1979 году В. В. Степанов — кандидат в сборную команду СССР по борьбе дзюдо на летние Олимпийские игры 1980 года. В 1992 году Владимир Владимирович Степанов вместе с семьей переехал в город Донецк Ростовской области. С 2002 года Владимир Владимирович был тренером-преподавателем по дзюдо и самбо в ОДЮСШОР № 32 города Донецка, с 2007 года работал в МБУДО ДЮСШ № 2 города Донецка Ростовской области старшим тренером-преподавателем по дзюдо.
Степанов Владимир Владимирович воспитал плеяду замечательных спортсменов, его учащиеся добивались значительных успехов на Первенствах Ростовской области, Южного федерального округа, России. В 2018 году восемь воспитанников В. В. Степанова вошли в состав сборной команды Ростовской области, три из которых бронзовые призёры Первенств Южного федерального округа, два участника Первенств России по дзюдо. Под руководством старшего тренера-преподавателя Степанова В. В.  были подготовлены: 1 Мастер спорта, два КМС, более 50 спортсменов 1 разряда и большое количество юношеских разрядов.
Скончался Владимир Владимирович Степанов 30 января 2019 года в городе Донецке Ростовской области.

### Семья
Жена — Степанова Татьяна Валентиновна; дети: сын — Валентин, сын — Евгений, дочь — Елена, сын — Владимир.

## Заслуги
- Мастер спорта СССР,

- Награждён грамотами и благодарностями Министерствами образования Ростовской области, Российской Федерации, администрацией города, отделом культуры и спорта, администрацией ДЮСШ №2[1].